# Dowar Island
Dowar Island, von den Einheimischen der nächstgelegenen bewohnten Inseln Dauar genannt, ist eine australische Insel im Osten des Archipels der Torres-Strait-Inseln. Sie gehört zur Gruppe der Murray-Inseln und liegt 2 Kilometer südwestlich von deren Hauptinsel Murray Island (Mer) entfernt.
Das unbewohnte Dowar Island ist vulkanischen Ursprungs und ragt bis 140 Meter aus dem etwa 2 km² großen Korallenriff, das sie sich mit dem 500 m südöstlich gelegenen Wyer Island teilt, hervor.
Verwaltungstechnisch gehört die Insel zu den Eastern Islands, der östlichsten Inselregion im Verwaltungsbezirk Torres Shire von Queensland.